# 한국실험동물학회
한국실험동물학회(Korean Association for Laboratory Animal Science)는 생명과학분야의 실험동물 및 동물실험에 관한 지식과 정보의 발표, 교환 등을 원활히 하여, 실험동물학 및 관련학문 및 국가의 학술 발전에 기여하고자 1985년 5월 1일 창립하여 2011년 10월 12일 대한민국 농림수산식품부 소관의 사단법인으로 설립·허가된 대한민국의 학술 단체이다. 사무실은 서울특별시 서대문구 서소문로 37 충정로 대우디오빌 408호에 있다.

## 주요 사업
- 학술지 발간
- 학술발표회 개최
- 동물실험 윤리 및 실험동물의 복지와 권리보호를 위한 윤리위원회 활동
- 윤리위원, 실험동물 사용자 및 공급자를 위한 연수, 교육프로그램 개발 및 보급
- 우수한 실험동물 생산과 관리에 관한 교육 및 관계법규 정비
- 실험동물 기술원 및 실험동물 취급자의 인증에 관한 사항
- 회원 상호 간 친목도모
- 실험동물의 취급에 관한 윤리, 복지, 권리 및 동물보호에 대한 활동
- 관련 국제학회 및 관련기구와 국제적 학문교류 증진
- 기타 실험동물학의 학술적 연구에 필요한 전문분과위원회의 활동
- 실험동물산업의 육성과 발전 지원